# مها البرغوثي
مها البرغوثي  لاعبة كرة طاولة أردنية من ذوي الاحتياجات الخاصة، تنتمي لعائلة فلسطينية في رام الله. كان والدها لطفي الزعيم عميداً في القوات المسلحة الأردنية وعضواً في مجلس النواب الأردني الرابع عشر.

## حياتها
أُصيبت البرغوثي منذ ولادتها بمرض شلل الأطفال، بدأت ممارسة رياضة كرة الطاولة في المنزل، على سبيل الهواية مع أصدقائها وإخوانها، حيث تقول بهذا الصدد «على الرغم من أن الناس دائما لا يقتنعون بأن المعوق يمكن أن يلعب الرياضة، غير أنني أقدمت على ذلك»، مبينةً أنها عندما بلغت السابعة عشرة من عمرها، توجهت إلى الاتحاد الأردني لكرة الطاولة، غير أن الاتحاد أصر عليها أن تكون لاعبة «جري» على كرسي متحرك، وليس لاعبة طاولة، ما جعلها تنضم إلى لعبة الجري، وتجعل من كرة الطاولة هواية دائمة لها.

## نشاطها الرياضي
بدأت رياضة ألعاب القوى وتنس الطاولة في عام 1984، أحرزت الميدالية الذهبية في بطولة ألعاب القوى في بريطانيا عام 1986، وقد حققت رقماً قياسياً عالمياً للأردن بفوزها في سباق 200 متر على الكراسي بزمن 32.26 في البطولة الدولية التي أقيمت في ألمانيا عام 1995، كما فازت بالميدالية البرونزية في أولمبياد أثينا 2004 في زوجي كرة الطاولة. وقد ختمت البرغوثي مشوراها الرياضي بعد 30 عام وحملت رقما قياسيا في عدد المشاركات بدورات الألعاب البارالمبية بـ7 دورات، توجت خلالهم بالذهبية ضمن منافسات فردي كرة الطاولة في بارالمبيك سيدني عام 2000، فضلا عن 105 ميدالية متنوعة في العديد من المنافسات المحلية والعربية والدولية.

## وفاتها
توفيت مها البرغوثي في عمان يوم الثلاثاء 6 ديسمبر 2022.